# موضوع (علوم)
موضوع العلم ما يبحث فيه عن عوارضه الذاتية، كبدن الإنسان لعلم الطب، وكالكلمات لعلم النحو. فموضوع المنطق أمران أحدهما المعلوم التصوري من حيث إنه يوصل إلى المجهول التصوري وثانيهما المعلوم التصديقي من حيث إنه يوصل إلى المجهول التصديقي. وموضوع الكلام هو المعلوم من حيث يتعلق به إثبات العقائد الدينية تعلقا قريبا أو بعيدا وقيل هو ذات الله تعالى إذ يبحث فيه عن صفاته وأفعاله.